# Willum Þór Willumsson
Willum Þór Willumsson est un footballeur international islandais né le 23 octobre 1998 à Reykjavik. Il évolue au poste de milieu de terrain à Birmingham City.

## Biographie

### Carrière en club
Formé au Breiðablik Kópavogur, Willumsson fait ses débuts professionnels le 1er octobre 2016 lors d'une rencontre de championnat contre le Fjölnir Reykjavik, à l'âge de 17 ans. Restant principalement cantonné aux équipes de jeunes durant l'année 2017, il prend notamment part à l'UEFA Youth League en fin d'année 2017, étant capitaine d'équipe lors des deux rencontres contre le Legia Varsovie. Il devient un titulaire régulier en équipe première à partir de la saison 2018, disputant 19 rencontres sur 22 en championnat et marquant six buts tandis que le Breiðablik termine deuxième du championnat. Il prend également part à la finale de la Coupe d'Islande perdue contre le Stjarnan.
Willumsson quitte finalement l'Islande en début d'année 2019 et rejoint l'équipe biélorusse du BATE Borisov. Il y dispute notamment ses premières rencontres européennes en jouant deux matchs de Ligue Europa à l'été 2019.
Le 19 juillet 2024, il rejoint Birmingham City.

### Carrière internationale
Willumsson est appelé pour la première fois au sein de la sélection islandaise par Erik Hamrén au mois de janvier 2019 et connaît sa première sélection le 15 janvier dans le cadre d'un match amical contre l'Estonie.

## Statistiques
| Saison                | Club                  | Championnat           | Championnat | Championnat | Coupe(s) nationale(s) | Coupe(s) nationale(s) | Compétition(s) continentale(s) | Compétition(s) continentale(s) | Compétition(s) continentale(s) | Total | Total |
| Saison                | Club                  | Division              | M.          | B.          | M.                    | B.                    | Comp.                          | M.                             | B.                             | M.    | B.    |
| 2016                  | Breiðablik            | D1                    | 1           | 0           | -                     | -                     | -                              | -                              | -                              | 1     | 0     |
| 2017                  | Breiðablik            | D1                    | 8           | 0           | 7                     | 1                     | -                              | -                              | -                              | 15    | 1     |
| 2018                  | Breiðablik            | D1                    | 19          | 6           | 8                     | 0                     | -                              | -                              | -                              | 27    | 6     |
| Sous-total            | Sous-total            | Sous-total            | 28          | 6           | 15                    | 1                     | -                              | -                              | -                              | 43    | 7     |
| 2019                  | BATE Borisov          | D1                    | 19          | 1           | 3                     | 2                     | C3                             | 2                              | 0                              | 24    | 3     |
| 2020                  | BATE Borisov          | D1                    | 18          | 3           | 6                     | 1                     | C3                             | 1                              | 0                              | 25    | 4     |
| 2021                  | BATE Borisov          | D1                    | 9           | 1           | 5                     | 1                     | -                              | -                              | -                              | 14    | 2     |
| 2022                  | BATE Borisov          | D1                    | 10          | 4           | -                     | -                     | -                              | -                              | -                              | 10    | 4     |
| Sous-total            | Sous-total            | Sous-total            | 56          | 5           | 14                    | 4                     | -                              | 3                              | 0                              | 73    | 9     |
| Total sur la carrière | Total sur la carrière | Total sur la carrière | 84          | 11          | 29                    | 5                     | -                              | 3                              | 0                              | 116   | 16    |

## Palmarès
Breiðablik
- Finaliste de la Coupe d'Islande en 2018.

 BATE Borisov
- Vainqueur de la Coupe de Biélorussie en 2020.

 Birmingham City
- Champion de League One en 2024-25
- Finaliste de l'EFL Trophy en 2025